# Francisco de Moure

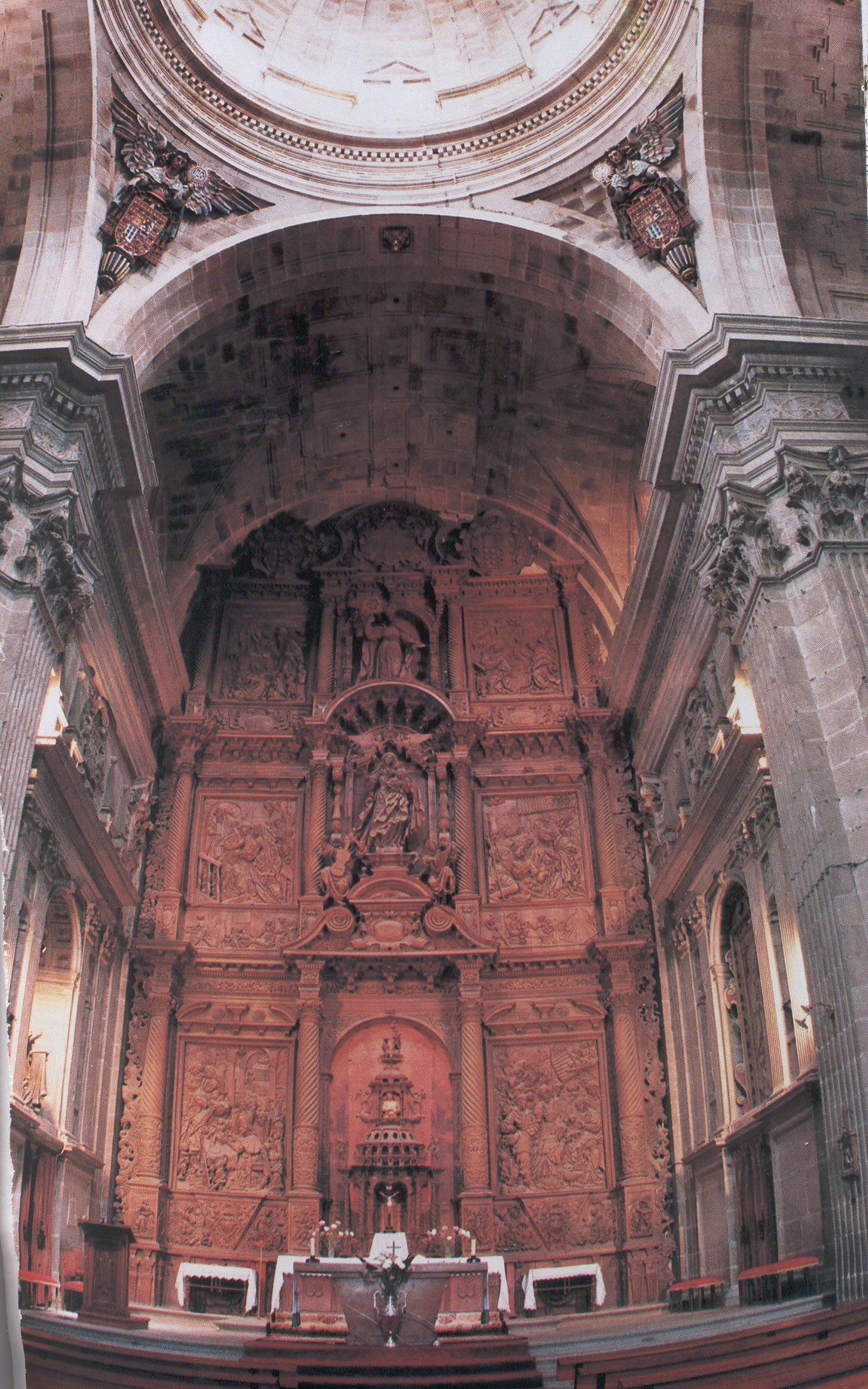
Retaule de l'església del Col·legi de Nostra Senyora de l'Antiga, a Monforte de Lemos, obra de Francisco de Moure.

Francisco de Moure (Santiago de Compostel·la, c.1576 - Monforte de Lemos, 1636) fou un escultor manierista i barroc gallec.

## Biografia
Nascut a Santiago de Compostel·la, aviat es va traslladar a Ourense, on descobriria gràcies al seu avi matern, picapedrer de professió, la seva vocació artística.
Va viatjar a Castella, on va conèixer els treballs d'artistes que marcarien la seva obra, com Alonso Berruguete o Juan de Juni. Els seus inicis van ser com aprenent d'Alonso Martínez, a Ourense. Comença a treballar com escultor independent realitzant l'escultura de Sant Roc de la catedral d'Ourense. De la seva primera etapa destaquen el retaule major de l'església de Santo Estevo de Sandiás i el de San Pedro das Maos. Més endavant realitzaria obres com el Sant Maure de la catedral d'Ourense, el retaule de l'església de Beade a Ribadavia i cinc retaules pel convent de Samos.
Ja a Lugo realitzaria la seva obra més important, el cor de la Catedral. Quan el va acabar, el van contractar a Monforte de Lemos per realitzar el retaule de la capella major de l'església dels Jesuïtes, al Col·legi de Nostra Senyora de l'Antiga, una obra de mides impressionants i qualitat artística que no podria acabar. El 1636 mor a Monforte de Lemos i seria el seu fill Francisco qui acabaria aquesta obra monumental.
foi un escultor manierista e barroco.

## Galeria d'imatges

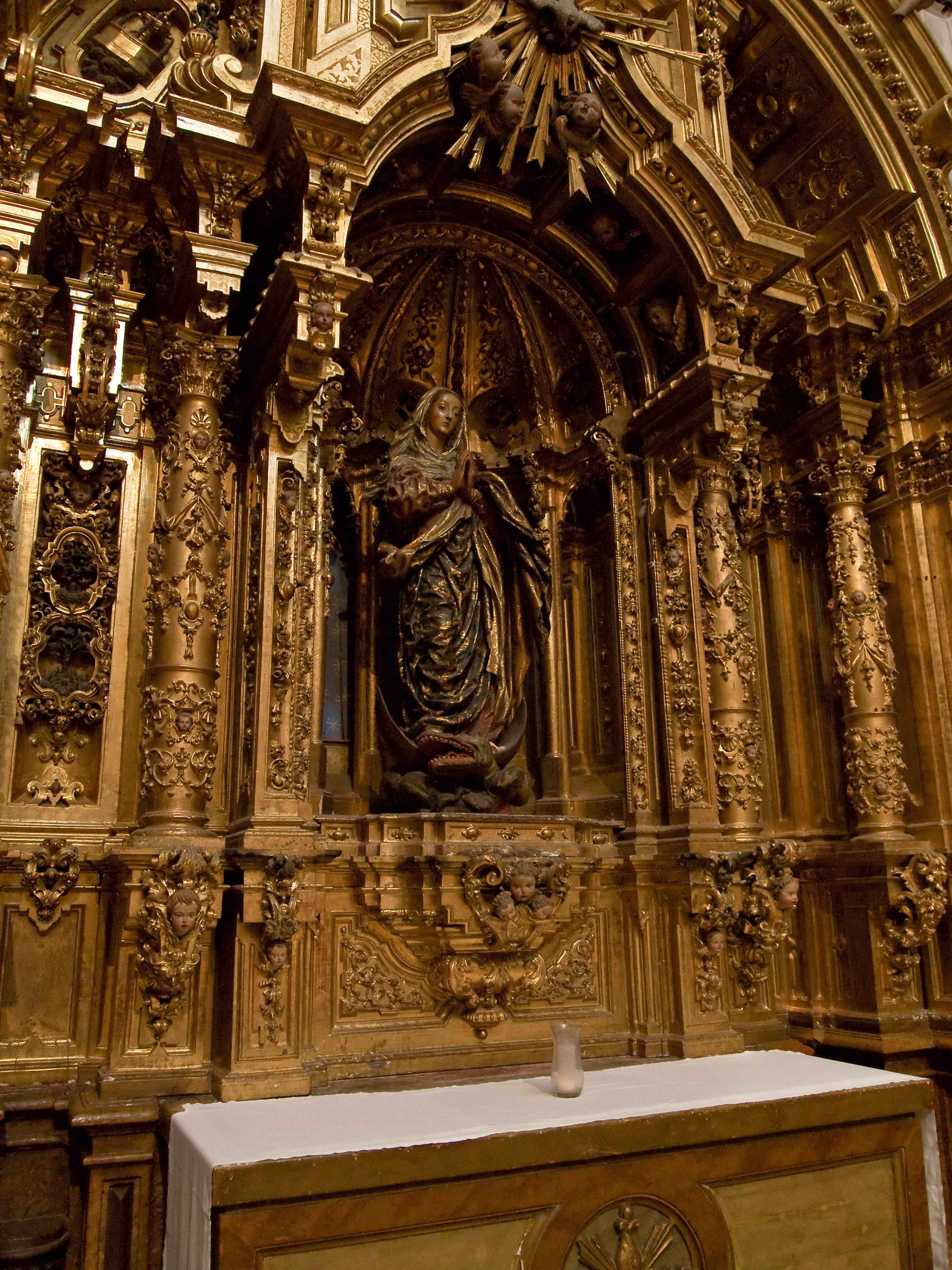
La Immaculada, al monestir de Samos.